# Schutzmühle (Aurach)
Schutzmühle ist ein Wohnplatz der Gemeinde Aurach im Landkreis Ansbach (Mittelfranken, Bayern). Der Ort liegt in der Gemarkung Weinberg.

## Geographie
Die Einöde bestehend aus einem Wohn- und vier Nebengebäuden liegt an der Wieseth. Der Hausbach mündet dort als rechter Zufluss in die Wieseth. Ein Anliegerweg führt 50 Meter weiter westlich zu einer Gemeindeverbindungsstraße bei Gindelbach.

## Geschichte
Schutzmühle lag im Fraischbezirk des ansbachischen Oberamtes Feuchtwangen. Die Mahl- und Schneidmühle hatte das Stiftsverwalteramt Feuchtwangen als Grundherrn. Unter der preußischen Verwaltung (1792–1806) des Fürstentums Ansbach erhielt die Schutzmühle bei der Vergabe der Hausnummern die Nr. 7 des Ortes Gindelbach. Von 1797 bis 1808 unterstand der Ort dem Justiz- und Kammeramt Feuchtwangen.
Mit dem Gemeindeedikt (frühes 19. Jahrhundert) wurde Schutzmühle dem Steuerdistrikt und der Ruralgemeinde Weinberg zugeordnet. Nach 1882 wird Schutzmühle nicht mehr als Ortsteil geführt.

### Einwohnerentwicklung
| Jahr      | 001836 | 001840 | 001861 | 001871 |
| Einwohner | 4      | 5      | *      | 7      |
| Häuser    | 1      | 1      |        |        |
| Quelle    | [ 7 ]  | [ 8 ]  | [ 9 ]  | [ 10 ] |

## Religion
Der Ort ist römisch-katholisch geprägt und bis heute nach St. Peter und Paul (Aurach) gepfarrt. Die Einwohner evangelisch-lutherischer Konfession sind nach Feuchtwangen gepfarrt.